# 小西行景
小西 行景（こにし ゆきかげ）は、安土桃山時代の武将。小西隆佐の三男。隼人正。別名に長元。小西隼人の名前でも知られる。子に忠右衛門、七右衛門。

## 生涯
小西隆佐の三男で母は小西ワクサ。兄に小西行長などがいる。兄・行長が南肥後半国を与えられると、5,000石を与えられ宇土城代とされた。
天正17年（1589年）、天草国人一揆の鎮圧で活躍。
慶長5年（1600年）の関ヶ原の戦いでは留守居役として宇土城を任され、同じく家臣の南条元宅と内藤如安と共に守備した。加藤清正の軍本隊が来襲すると麦島城（八代城）の小西行重、薩摩島津氏に援軍要請の使者を発し、守りを固めた。この使者は加藤軍に捕らえられて偽の使者に取り替えられ、行長家臣の小西長貞はそれを信じて島津義弘家臣・本郷能登守（比丘尼ヶ城主）の救援部隊を宇土へと差し向けたが、偽計による待ち伏せに遭い、宮原の乱橋辺りで加藤勢に要撃されて本郷は討ち死にした。他方、行景は加藤家重臣で水軍を率いた梶原景俊（助兵衛）を海戦で撃破、討ち死にさせるなど善戦した。その采配は敵方からも高く評価されたという。清正は宣教師2人を差し向けて降伏を諭させたが、信仰と軍事は無関係として拒絶した。
行景は10月まで持ちこたえたが、20日、行長家臣の加藤吉成、芳賀新五の両名が行長自筆の書状を持って関ヶ原から宇土に到着し、西軍が敗れたことを伝えた。行景は自分の切腹と城中の家臣・領民全員を助命することを条件に開城すると訴えると、清正は快諾して酒肴を送って城兵の労をねぎらった。23日（または21日）に開城し、翌24日、言葉通りに熊本城下にある加藤家重臣・下川元宣（又左衛門）の屋敷で切腹したとされてきたが、近年の研究成果によると、10月13日に行景は宇土城開城に合意し､14日に実際に執り行われたのではないかと指摘されている。
清正はその後、開城条件として抱えられた家臣に対しキリシタン弾圧を行ったため、家臣の大半は離脱している。
助命されたのち加藤清正家臣となった南条元宅により、後に禅定寺（熊本市中央区横手）に墓が造られて葬られた。現在も南条の墓と隣接して行景の墓（自然石）がある。
行景には、忠右衛門（隈庄城代）と七右衛門の男子2人がおり、忠右衛門は小西家臣・白井某によって宇土落城の際に鹿本へ落ちのびた。忠右衛門の子孫は小材氏（分家八浪氏）を名乗り、七右衛門の子孫は津田氏を名乗り、それぞれ武家として存続した。